# ÖoB
ÖoB AB, tidigare Överskottsbolaget, är en svenskgrundad affärskedja med cirka 100 lågprisbutiker. Företaget har cirka 1 650 anställda. ÖoB saluför artiklar inom bland annat områdena hygien, husgeråd, fritidsartiklar, verktyg, förpackade matvaror och konfektyr.

## Historik
År 1960 påbörjade Försvarets fabriksverk (FFV) överskottsförsäljning av materiel från försvaret och statliga myndigheter. I sortimentet fanns som exempel telefonväxlar och fordon men också produkter som Försvarets hudsalva. År 1979 ombildades verksamheten från att ha varit en del av ett statligt verk till det av FFV ägda aktiebolaget FFV Allmaterial. År 1982 bytte bolaget namn till FFV Överskott. Efter att aktiebolaget bildats, började också andra överskottspartier att säljas som inte kom från militären eller någon myndighet. 
År 1992 köptes bolaget av Runsvengruppen AB. Det hade då nio butiker.
År 2018 köpte norska Europris 20% av aktiekapitalet. 31 januari 2024 stod det klart att Europris köper upp återstående del av ÖoB.